# Martin Wolff
Martin Wolff (26 de Setembro de 1872, Berlim – 20 de Julho de 1953, Londres) foi professor de direito na Universidade de Berlim, na Alemanha. Em 1934, ele foi afastado de seu cargo pelos Nazistas e emigrou para a Grã-Bretanha, onde tornou-se fellow na Universidade de Oxford. Especializou-se em direito internacional privado e direito de propriedade, escrevendo inúmeras obras em alemão e inglês.

## Biografia

### Juventude e Estudos (1872-1903)
Martin Wolff, filho de Wilhelm Wolff e Lehna Wolff (nascida Ball) nasceu em Berlim em 26 de Setembro de 1872, em uma família de empresários Judeus, e foi criado na fé Judaica.
Frequentou o Colégio Francês em Berlim, onde também estudou Direito. Em 1894, ele obteve seu doutorado pela faculdade de direito com uma tese sobre O beneficium excussionis realis. Em 1900, ele obteve sua habilitação em Berlim, com a tese Der Bau auf fremdem Boden, insbesondere der Grenzüberbau nach dem Bürgerlichen Gesetzbuche für das deutsche Reich auf geschichtlicher Grundlage [A Construção em Propriedade Alheia, em Particular Construções que Invadem Áreas Adjacentes, de Acordo com o Código Civil em uma Base Histórica].

### Carreira acadêmica, 1903-1938
Em 1903, ele foi nomeado professor associado. Neste mesmo período, escreveu seu tratado sobre a lei de propriedade Enneccerus–Kipp–Wolff, que se tornou uma obra de referência e foi traduzido para o espanhol em 1937. Casou-se com Marguerite Jolowicz, em 1906. Em 1907, teve um filho, Konrad Wolff, que tornar-se-ia um famoso pianista. Não obteve sua livre-docência até 1914. Em 1919, mudou-se para Bonn, mas voltou para Berlim em 1921, ao ser nomeado professor de direito civil, direito comercial e direito internacional privado. Wolff foi considerado excelente professor, e suas aulas estavam sempre cheias de alunos. Quando os Nazistas ascenderam ao poder, suas palestras começaram a ser interrompidas. Nos dias 4 e 5 de junho de 1933, estudantes membros da SA interromperam uma de suas aulas e ameaçaram os alunos que a assistiam. Quando Wolff começou a falar, ele não podia ser ouvido. Mais de uma centena de desordeiros assobiavam e gritavam "Juda verrecke." Apenas depois de uma intervenção do reitor, Eduard Kohlrausch, conseguiu Wolff continuar com a aula (Wolff, posteriormente, afirmou que Kohlrausch era o único professor da universidade o apoiava). 
Em 1935, por causa de sua ascendência Judaica, Wolff e seu colega Ernst Rabel foram expulso de suas cátedras pelo novo reitor da Faculdade de Direito, o fanático Nazista Wenzeslaus von Gleispach, embora nem ele nem seu colega foram beneficiados pela lei de restauração do serviço civil, pois tinham a posse de seus cargos desde antes de 1914. A demissão foi, no entanto, ordenada pelo ministério da educação.

### A emigração para a Inglaterra 1938-1953
Em 1938, ele finalmente emigrou para o Reino Unido, para nunca mais retornar à Alemanha. Ele era fellow da All Souls College, de Oxford. Em 1945, publicou o Direito Internacional Privado, uma descrição completa do direito internacional privado Inglês. Em 1947, tornou-se cidadão Britânico. Em 1953, ele recebeu um doutorado honorário da Universidade de Oxford.
Faleceu em Londres, no dia 20 de julho de 1953. Foi socorrido por sua esposa, Marguerite Jolowicz (1883-1964).

## Obras
Wolff escreveu vários artigos sobre o direito comercial, de empresa, de família, de propriedade, de seguros, e sobre o direito internacional privado. Em particular, os seus livros sobre o direito de família e de sucessões foram muito bem sucedidos e reimpressos várias vezes. Seu livro sobre o direito de propriedade foi ainda mais desenvolvido por seu aluno Ludwig Raiser.

### Das Sachenrecht(1910)
Wolff escreveu Das Sachenrecht (Direito da Propriedade), que foi publicado pela primeira vez em 1910, e que logo se tornou uma obra de referência. Entre 1910 e 1923, foi publicado em nove edições e vendeu mais de 37.000 exemplares. É caracterizado pelo seu rigor dogmático e integralidade sistemática. Wolff foi criticado por ter supostamente ignorado relações econômicas e históricas e conexões ao direito público.

### Direito Internacional Privado(1945)
Direito Internacional Privado foi muito bem recebido na Inglaterra. No entanto, a abordagem estritamente sistemática era diferente do que o leitor em inglês estaria acostumado; particularmente, a discussão detalhada de problemas que ainda não haviam ocorrido no direito inglês foi criticada. 
Dr. Wolff se sente mais em casa discutindo problemas não resolvidos do que lidando com a jurisprudência Inglesa.— J.H.C Morris
No entanto, isso fez com o livro fosse relevante para os tribunais ingleses quando lacunas no direito precisavam ser preenchidas. Por exemplo, esse livro de Wolff também foi citado nas decisões da câmara dos Lordes.

## Obras Selecionadas
- Der Bau auf fremdem Boden (1900)
- Das Sachenrecht (1910)
- Das Familienrecht (1912)
- Internationales Privatrecht (1933)
- Direito Internacional Privado (1945)
- Traité de droit comparé (3 volumes) (1950-1952)

## Honras
- 1952: o Cavaleiro Comandante da Ordem do Mérito da República Federal da Alemanha
- 1952: título Honorário de Doutor em Direito Civil pela Universidade de Oxford